# Petzval Glacier
Petzval Glacier är en glaciär i Antarktis. Den ligger i Västantarktis. Argentina, Chile och Storbritannien gör anspråk på området. Petzval Glacier ligger 861 meter över havet.
Terrängen runt Petzval Glacier är bergig åt sydost, men åt nordväst är den kuperad. Trakten är glest befolkad. Närmaste befolkade plats är Gonzalez Videla Station, 16,3 kilometer norr om Petzval Glacier. 